# アメリカ合衆国大統領就任式

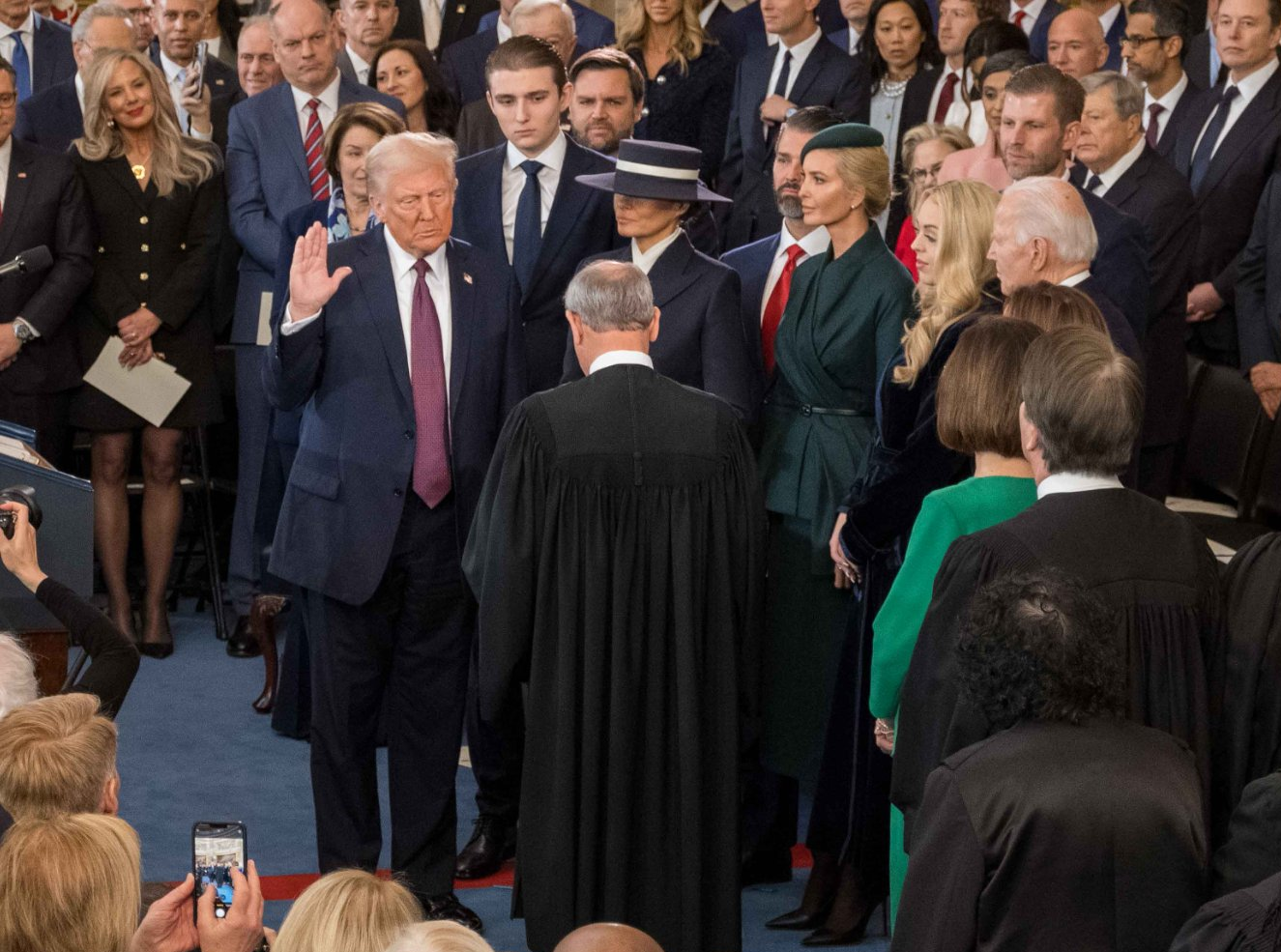
2025年の就任式

アメリカ合衆国大統領就任式（アメリカがっしゅうこくだいとうりょうしゅうにんしき、United States presidential inauguration）は、アメリカ合衆国大統領選挙で当選したアメリカ合衆国次期大統領 (President-elect) によるアメリカ合衆国大統領職への就任宣誓を中心とする式典。
直近で行われたのは、2025年ドナルド・トランプ大統領就任式である。

## 就任宣誓
1937年以降は、アメリカ合衆国憲法修正第20条により、大統領選挙一般投票翌年（4で割って1余る年）の1月20日正午（アメリカ東部標準時）より新大統領の任期は開始されるが、憲法第2条第1節8項により、アメリカ合衆国大統領はその職務を執行する前に
| 「 | 私は合衆国大統領の職務を忠実に遂行し、全力を尽して合衆国憲法を維持、保護、擁護することを厳粛に誓う（もしくは確約する）。 “I do solemnly swear (or affirm) that I will faithfully execute the Office of President of the United States, and will to the best of my Ability, preserve, protect and defend the Constitution of the United States.” | 」 |

との宣誓（oath）、または確約（affirmation）をする義務がある。
明文上の規定はないが、冒頭は「私、［宣誓者のフルネーム］は～」（例：I, Joseph Robinette Biden, Jr. do solemnly swear, ～）とはじめ、宣誓の場合は最後に「So help me God.」（神よ照覧あれ。）と付け加えるのが慣例。
大統領就任式は新大統領の就任を国内外に宣明する式典であるとともに、式典のハイライトである就任宣誓は法的手続きでもある。
通常の法的手続きとしての宣誓は、介添人が宣誓者に「～と厳粛に宣誓するか？」と問い、宣誓者が「する。」（I do.）とのみ短く答える形がアメリカでは一般的だが、大統領および副大統領の宣誓は、介添人が先に述べた言葉を宣誓者が区切りごとに復唱し、全文を宣誓者自身が読み上げる形となる。宣誓者と介添人は対面して共に右手を上げ、宣誓者は左手を配偶者などが持ち支える聖書の上に置く。
大統領の宣誓は首都ワシントンD.C.のアメリカ合衆国議会議事堂前で、新大統領の任期開始時刻と合わせて行われる。就任式当日は祝日となる。
大統領の宣誓に先立って行われる副大統領の宣誓については憲法に直接の規定はないが、憲法第6条3項で大統領以外の行政官に対して憲法擁護宣誓が義務付けられており、具体的な宣誓文は法律で定められているため、これに従って行われる。
文面は次の通り。
| 「 | 私、［名前］は、合衆国憲法を国外と国内の全ての敵から擁護・防衛し、真の信義と忠誠を（憲法に対して）抱き、この義務を一切の心理留保や逃避の意図なく自由（な意志の下）に引き受け、私が就こうとする職責を良好にかつ信義をもって履行することを、厳粛に誓う（または確約する）。神よ照覧あれ。 “I, do solemnly swear (or affirm) that I will support and defend the Constitution of the United States against all enemies, foreign and domestic; that I will bear true faith and allegiance to the same; that I take this obligation freely, without any mental reservation or purpose of evasion; and that I will well and faithfully discharge the duties of the office on which I am about to enter. So help me God.” | 」 |

なお、20日が日曜日の場合は同日正午までに新たな正副大統領が内々に一旦宣誓して職務を開始し、式典は翌21日に繰り延べ、式典の場でも再度宣誓を行う。

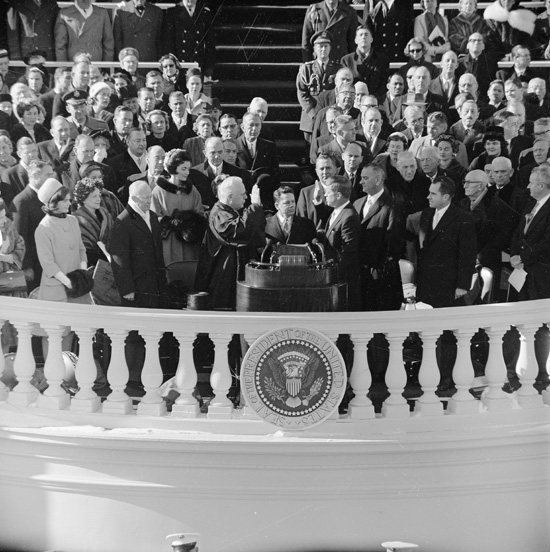
1961年のジョン・F・ケネディの就任式
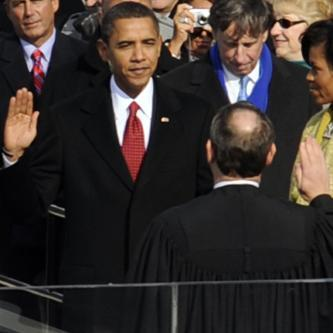
2009年1月20日のバラク・オバマ大統領の就任宣誓
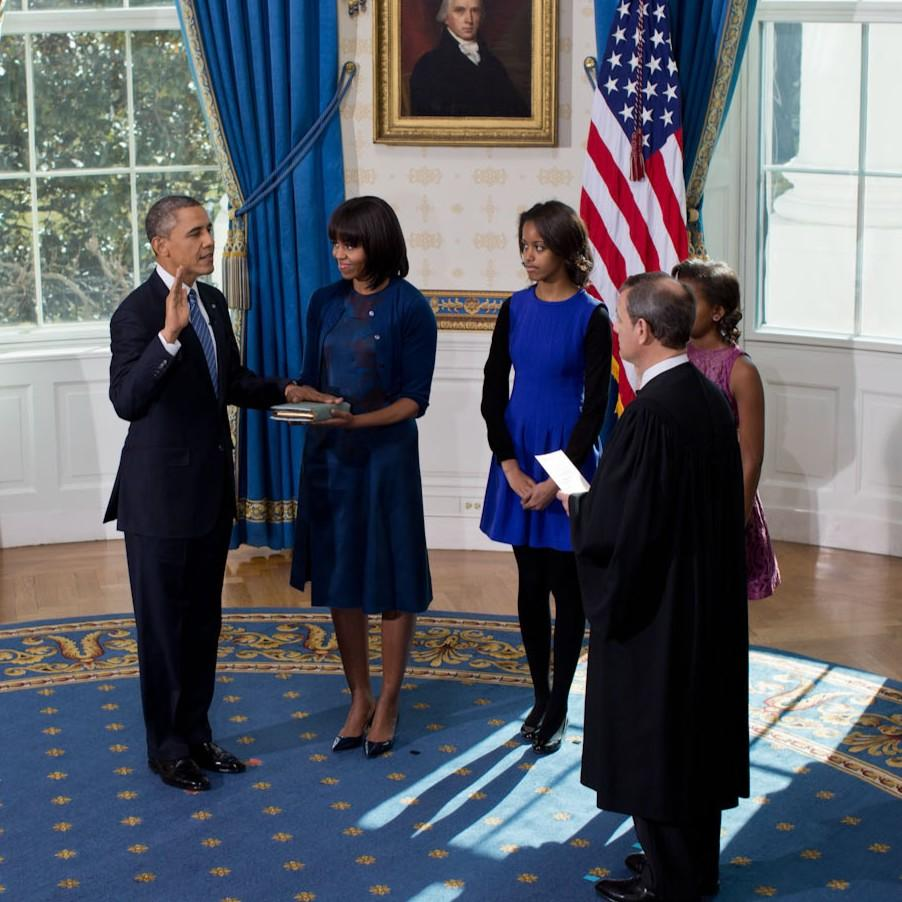
2013年、就任式前日に2期目の任期を迎えたためホワイトハウス内で一旦宣誓するバラク・オバマ

## 式典の歴史
初代大統領のジョージ・ワシントンの就任式は1789年4月30日に、当時ニューヨークにあった連邦議会（連邦公会堂）のバルコニーで行われた。その後は大統領選の4か月後の3月に、主に連邦議会両院いずれかの本会議場で行われるようになった。
1817年ジェームズ・モンロー大統領就任式からは屋外で行われるようにもなった。1901年からは、連邦議会の就任式両院合同委員会が主催し、基本的に議事堂前を会場としている。両院各3名ずつ（下院の1名は下院議長）で構成され、上院議員が委員長となるが、委員長と新大統領の政党は必ずしも一致せず、また必ずしも上院多数派から委員長が登用されるわけでもない。
なお、戦時中の1945年フランクリン・ルーズベルト大統領就任式はホワイトハウス前を会場としている。また、1985年は記録的な寒気に襲われたため、直前になって議会議事堂のロタンダ（中央のドーム）内に会場が移された。
就任式は開催1か月前から設営されており、直前になると警備がさらに強化される。また、世界各国からメディア・記者が取材するため、全米テレビネットワークでは就任式の模様も同時放送されている。
ただし、大統領の死亡や辞任によって副大統領が昇格する場合は、大掛かりな式典は行われない。1963年のケネディ大統領暗殺事件直後では、当時副大統領だったリンドン・ジョンソンがダラスからワシントンD.C.へ戻る副大統領専用機の機内で、大統領就任宣誓がただちに非公開で行われた。リチャード・ニクソンの大統領辞任に伴うジェラルド・フォードの昇格の際は、宣誓と就任演説がホワイトハウス内の広間 East Room で行われた。

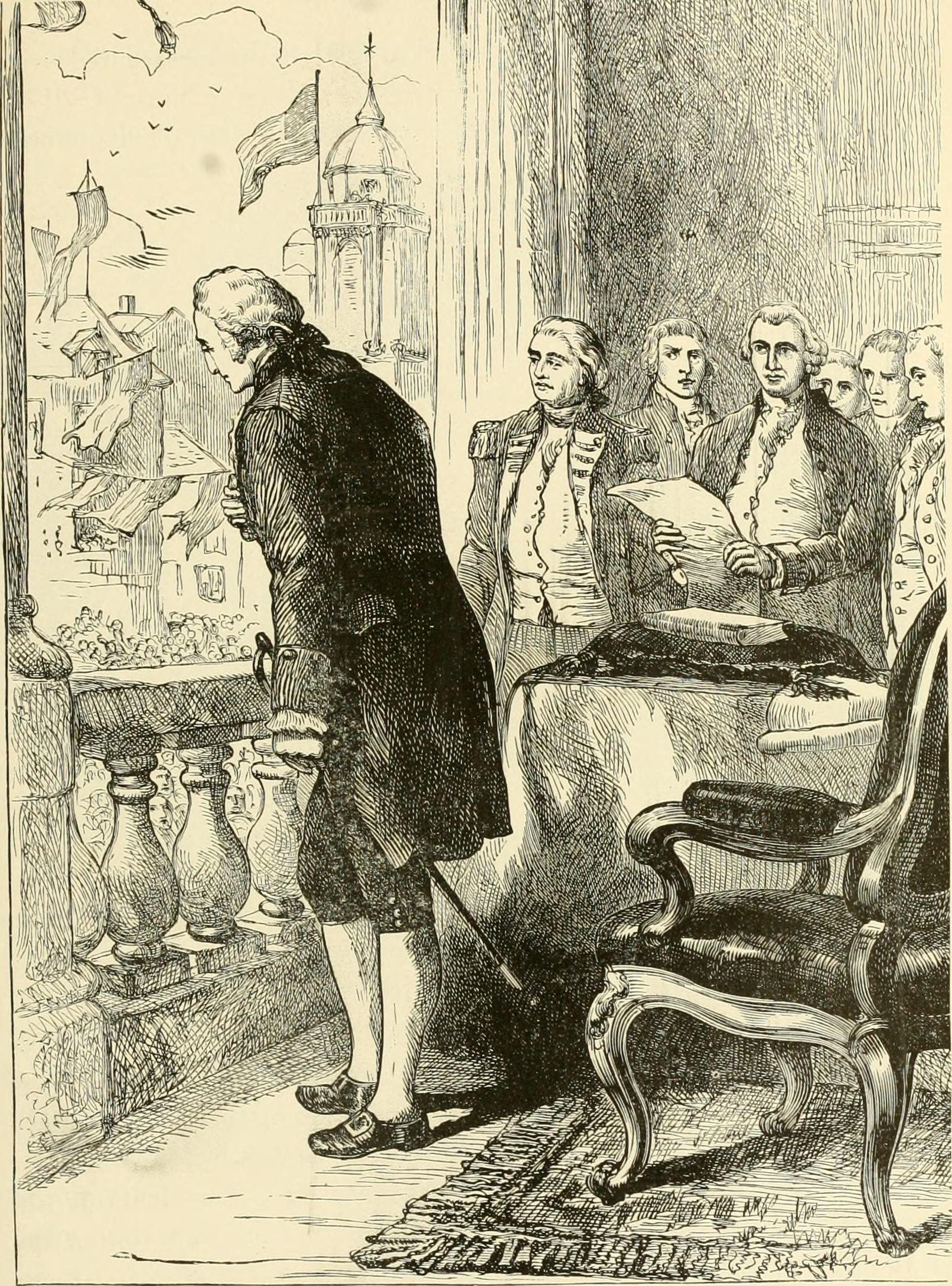
1789年、初代ジョージ・ワシントンの就任式。描かれたのは1903年。
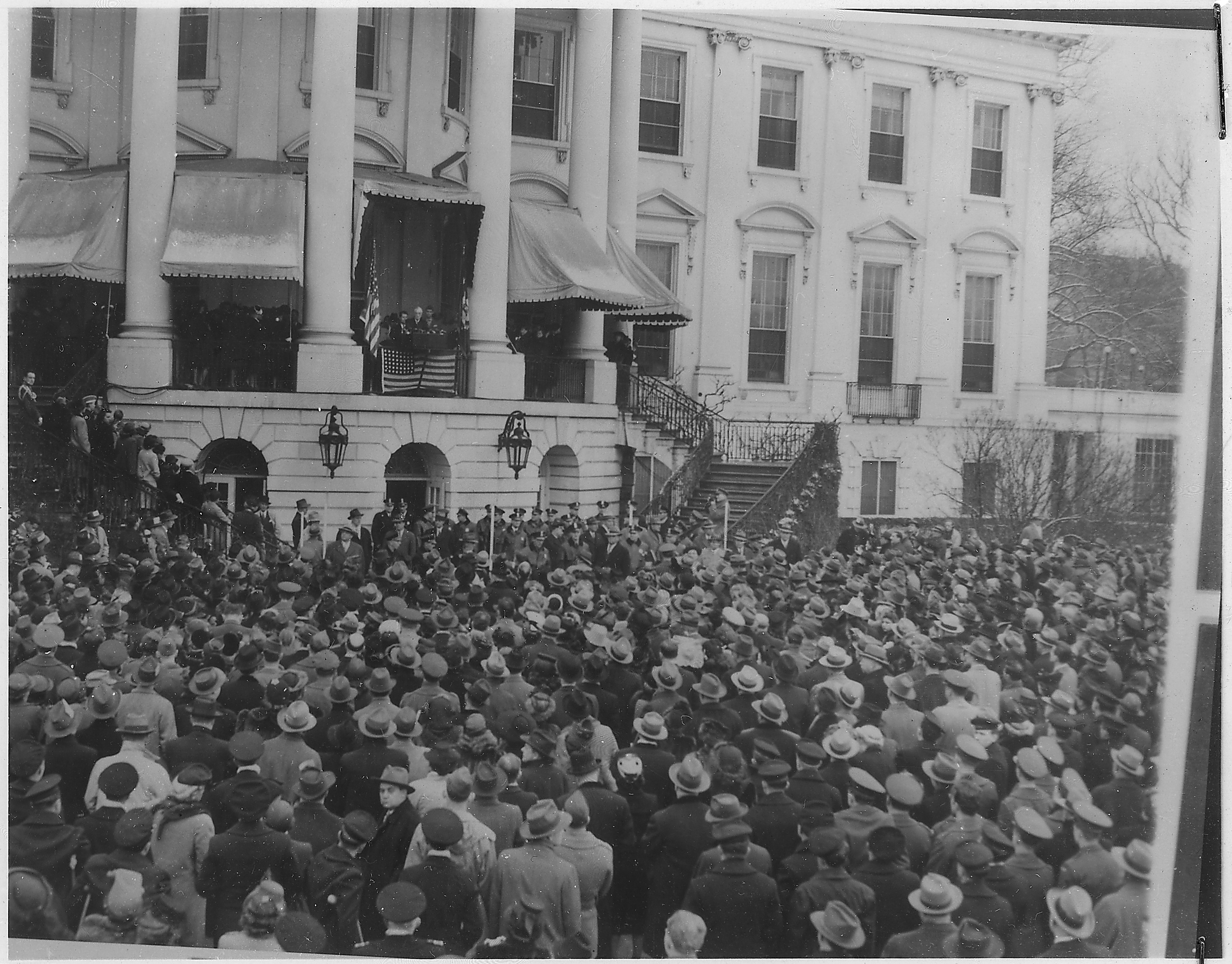
1945年、戦中のためホワイトハウス前で行われたフランクリン・ルーズベルトの4期目の就任式
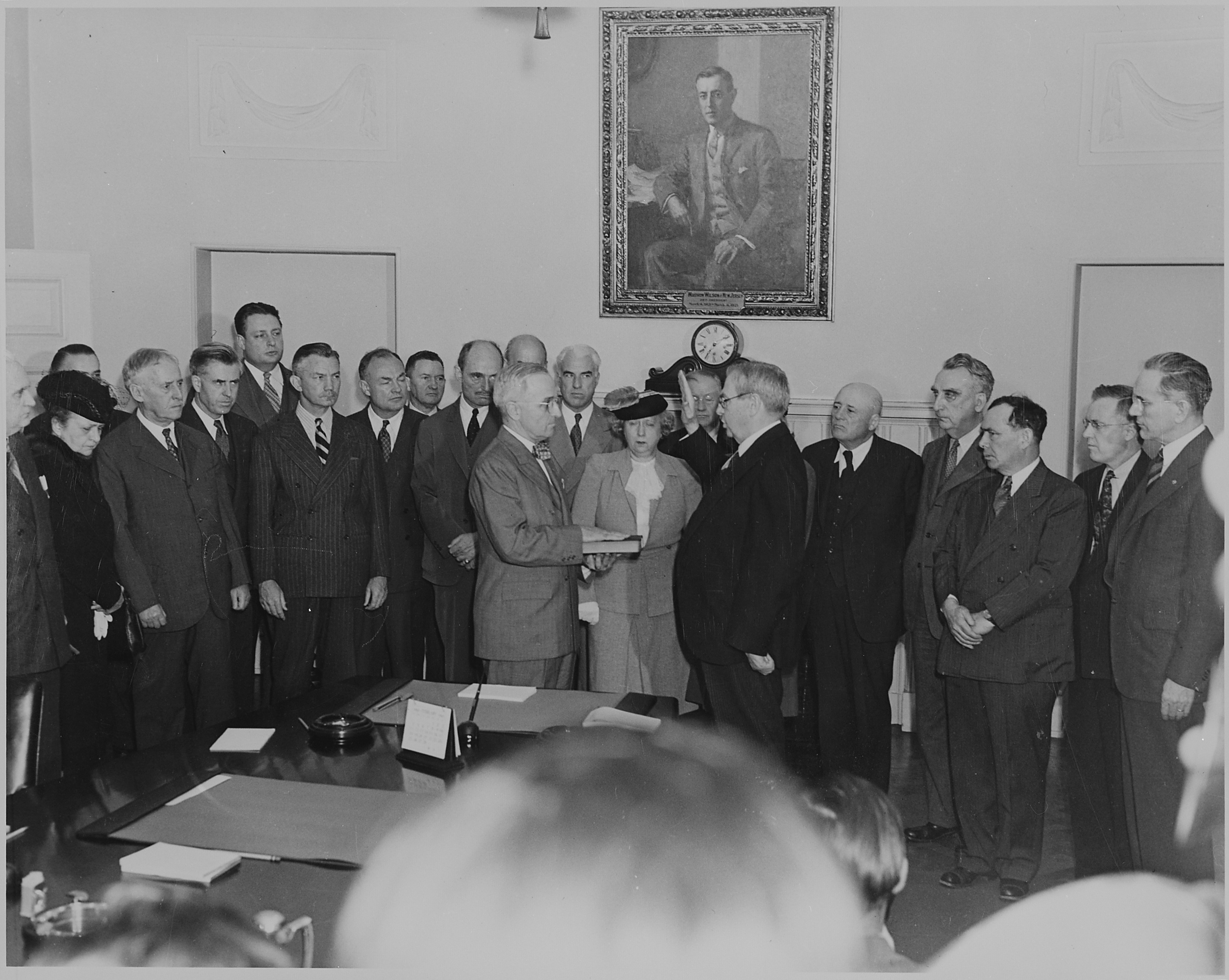
1945年、前任者の病死を受け、ホワイトハウス内で行われたハリー・S・トルーマンの就任式
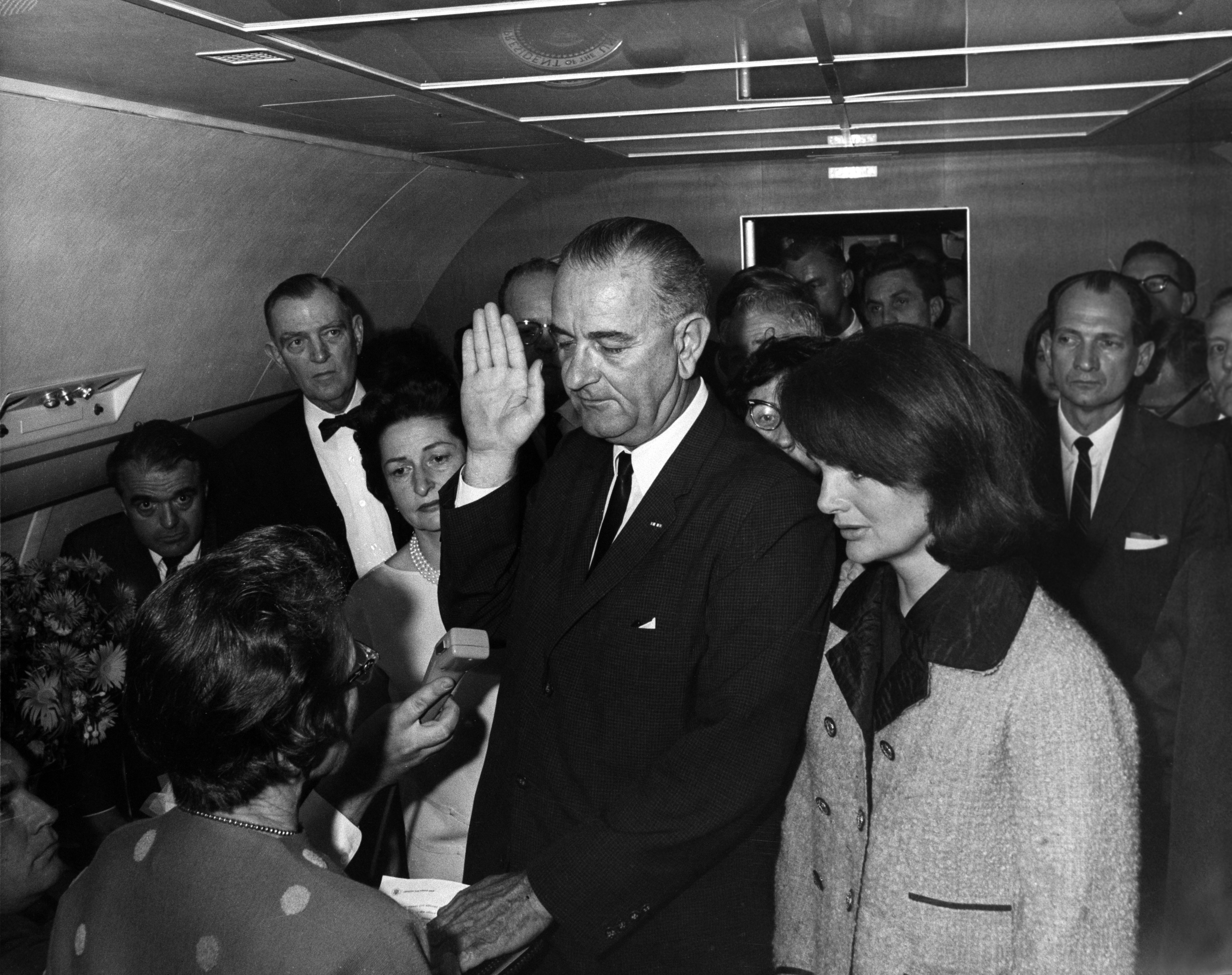
1963年のリンドン・ジョンソンの就任式。前任者暗殺直後の緊急事態のため、エアフォースワン内部で宣誓が行われた。
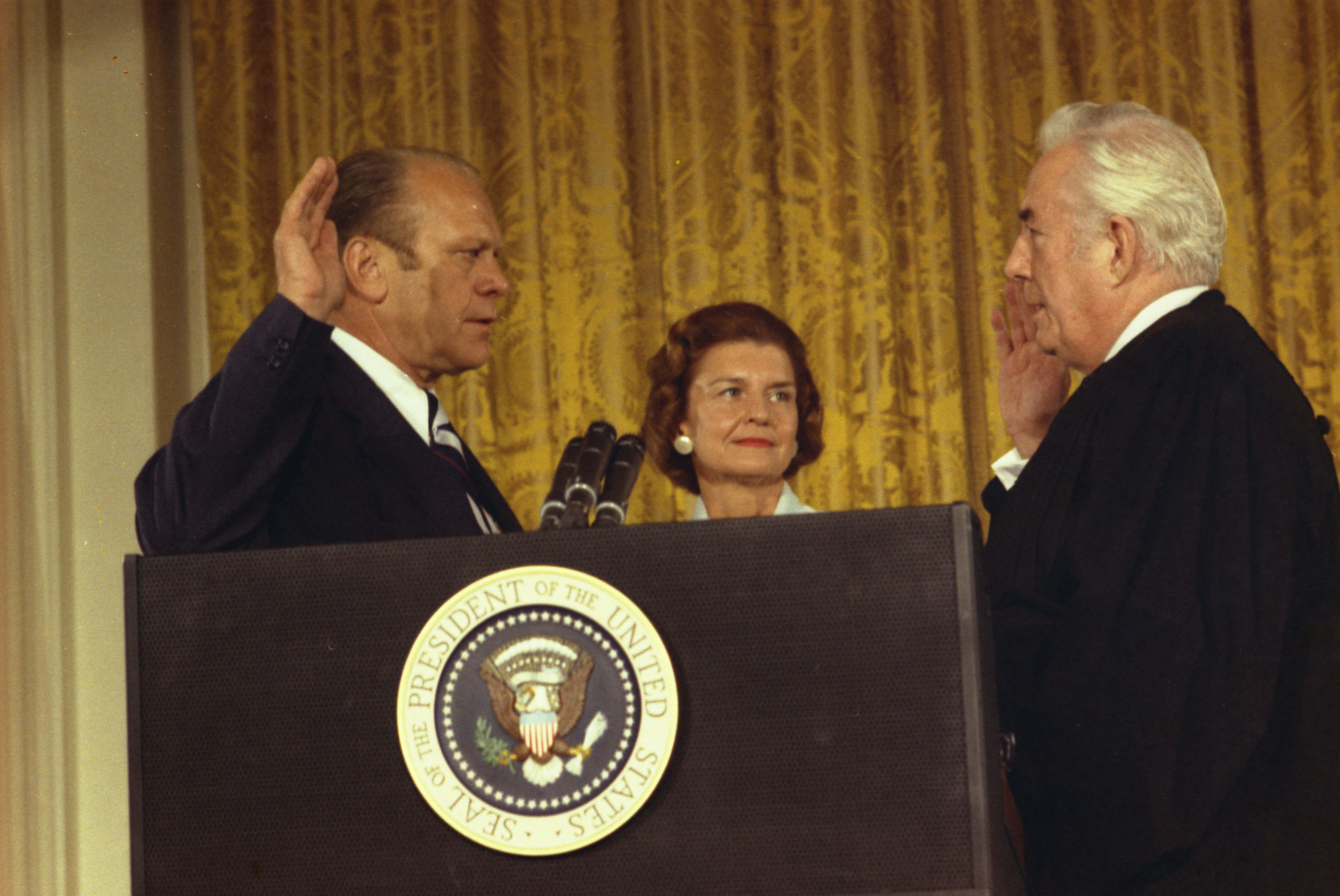
1974年、前任者の辞任を受け、ホワイトハウス内で行われたジェラルド・R・フォードの就任式
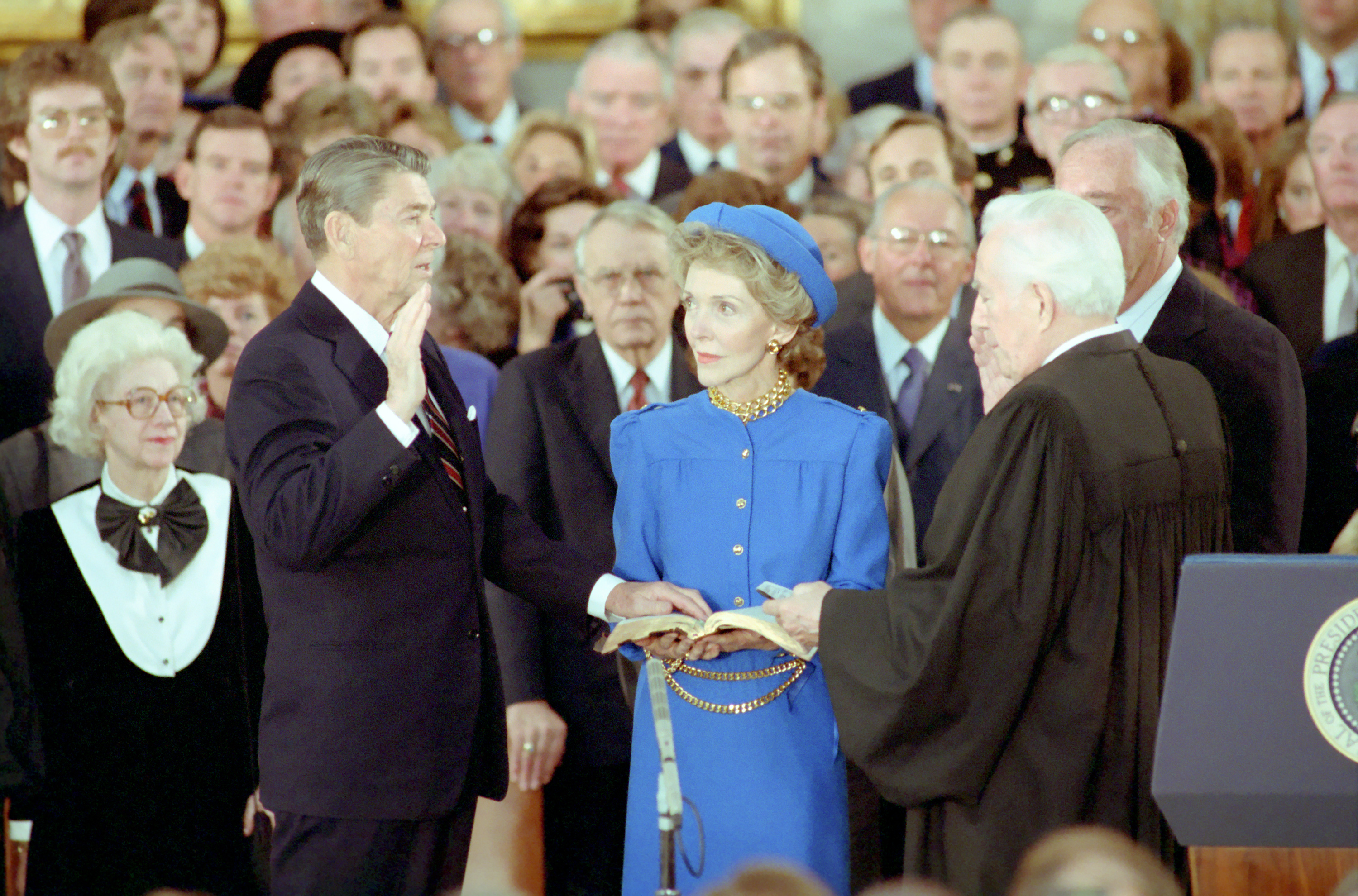
1985年、寒波のため議事堂内で行われたロナルド・レーガン2期目の就任式

## 式典のプログラム
式典は正午より少し前から行われ、先立ってキリスト教聖職者による祈祷や音楽演奏、歌手による国歌「星条旗」の独唱などがあり、次期副大統領の宣誓が行われる。
次期副大統領の宣誓時点ではまだ職位は移っていないが、宣誓後にはファンファーレ4回と、副大統領に捧げられる曲である Hail, Columbia が演奏される。
そして正午、新大統領が合衆国最高裁判所長官の面前で宣誓する。そして、ファンファーレ4回に引き続いて大統領の到着を示す曲である「Hail to the Chief」が演奏され、元首に対する礼遇として21発の礼砲が撃たれる。
新大統領は引き続き、就任演説を行う。その後、祝賀昼食会で就任を祝った後、最初の公務である議会での書類の署名をする。
続いて、議事堂からペンシルベニア通りをホワイトハウスまでパレードを行い、式典が終了する。パレードでは1977年ジミー・カーター大統領就任式から、途中で自動車を降りて徒歩で移動するのが慣例となっている。
なお、就任式の夜には祝賀晩餐会と舞踏会が開かれ、大統領夫妻が舞踊を披露するのが慣例となっている。

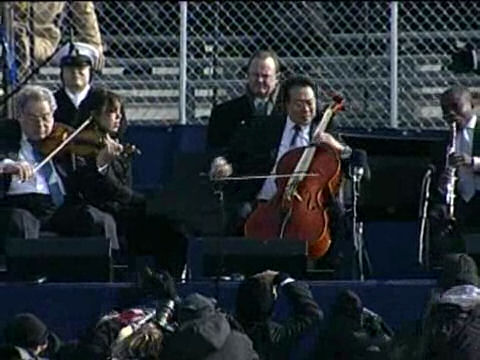
2009年バラク・オバマ大統領就任式で演奏するヨーヨー・マ、イツァーク・パールマンら
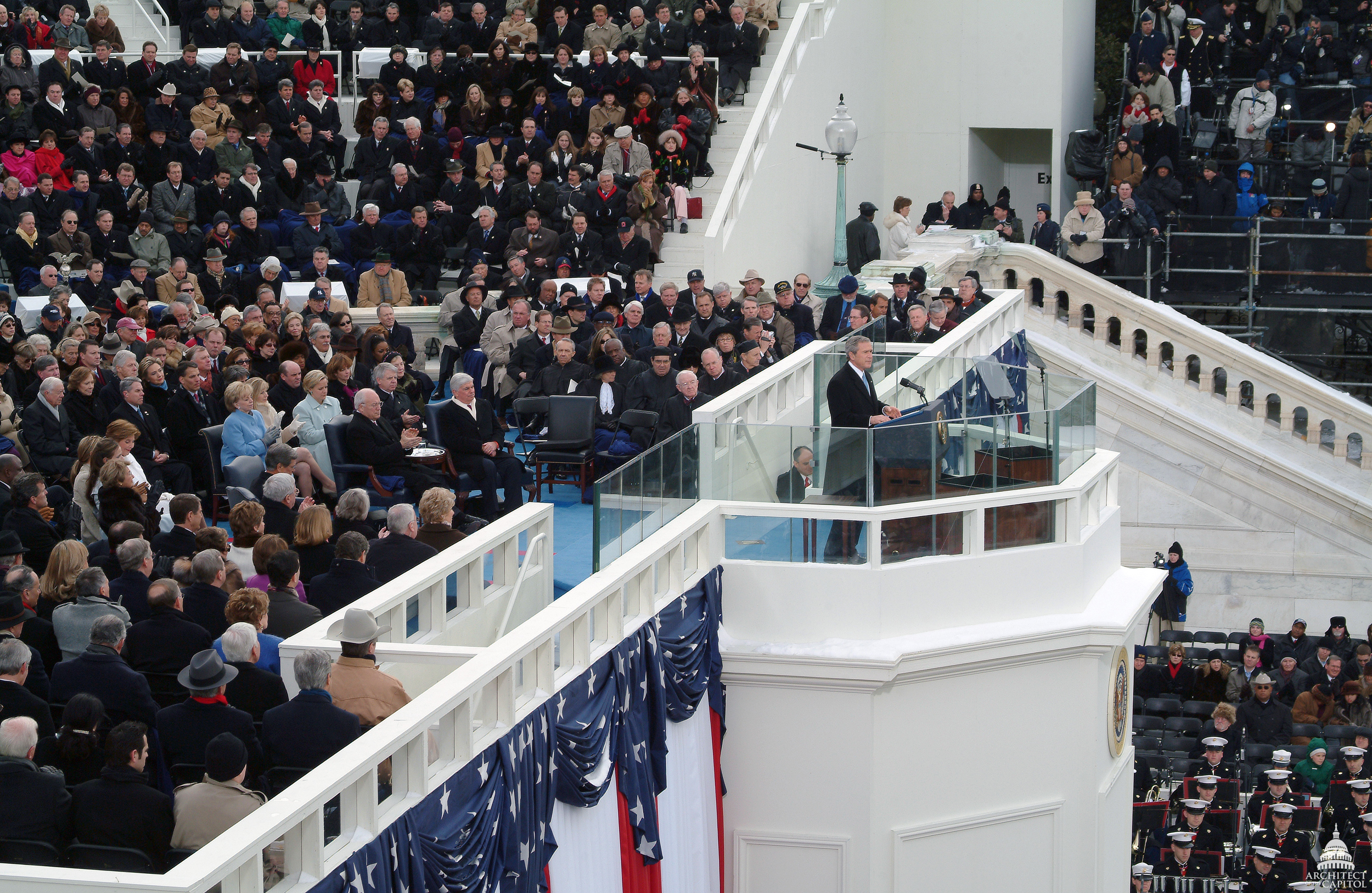
2005年、ジョージ・W・ブッシュの就任演説
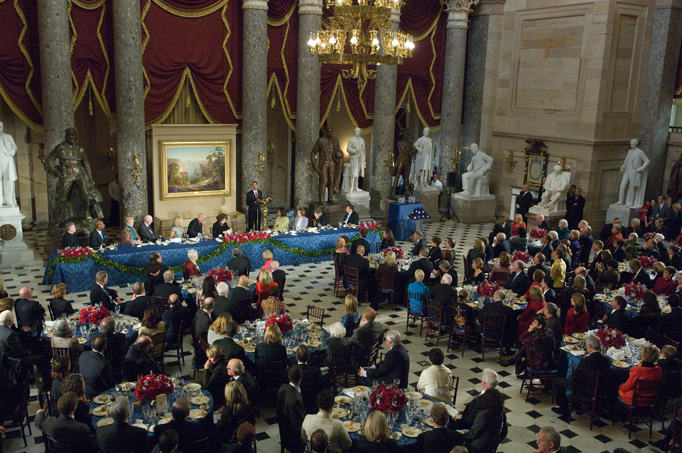
2009年の昼食会
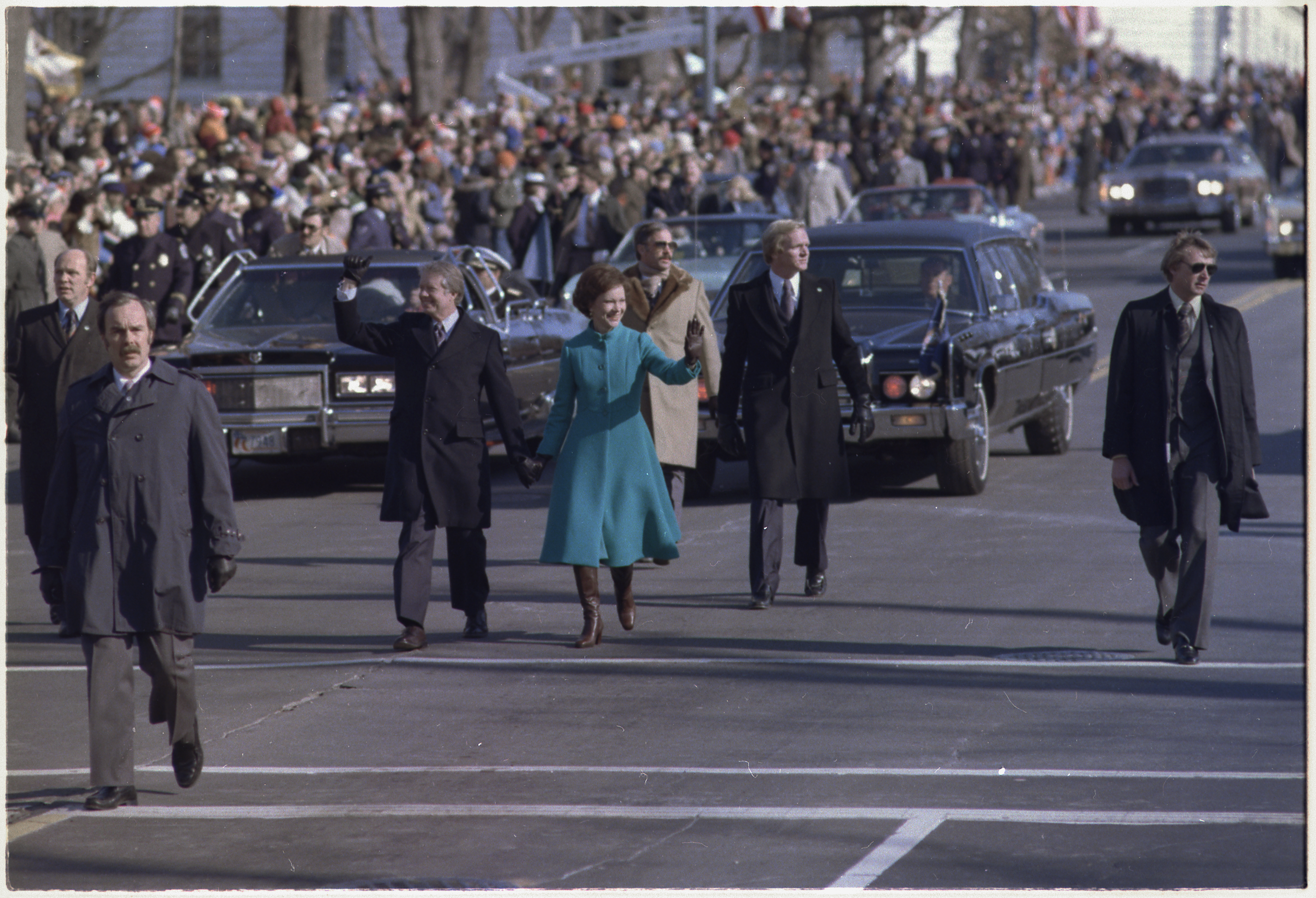
1977年、パレードで初めて徒歩移動をしたジミー・カーター夫妻
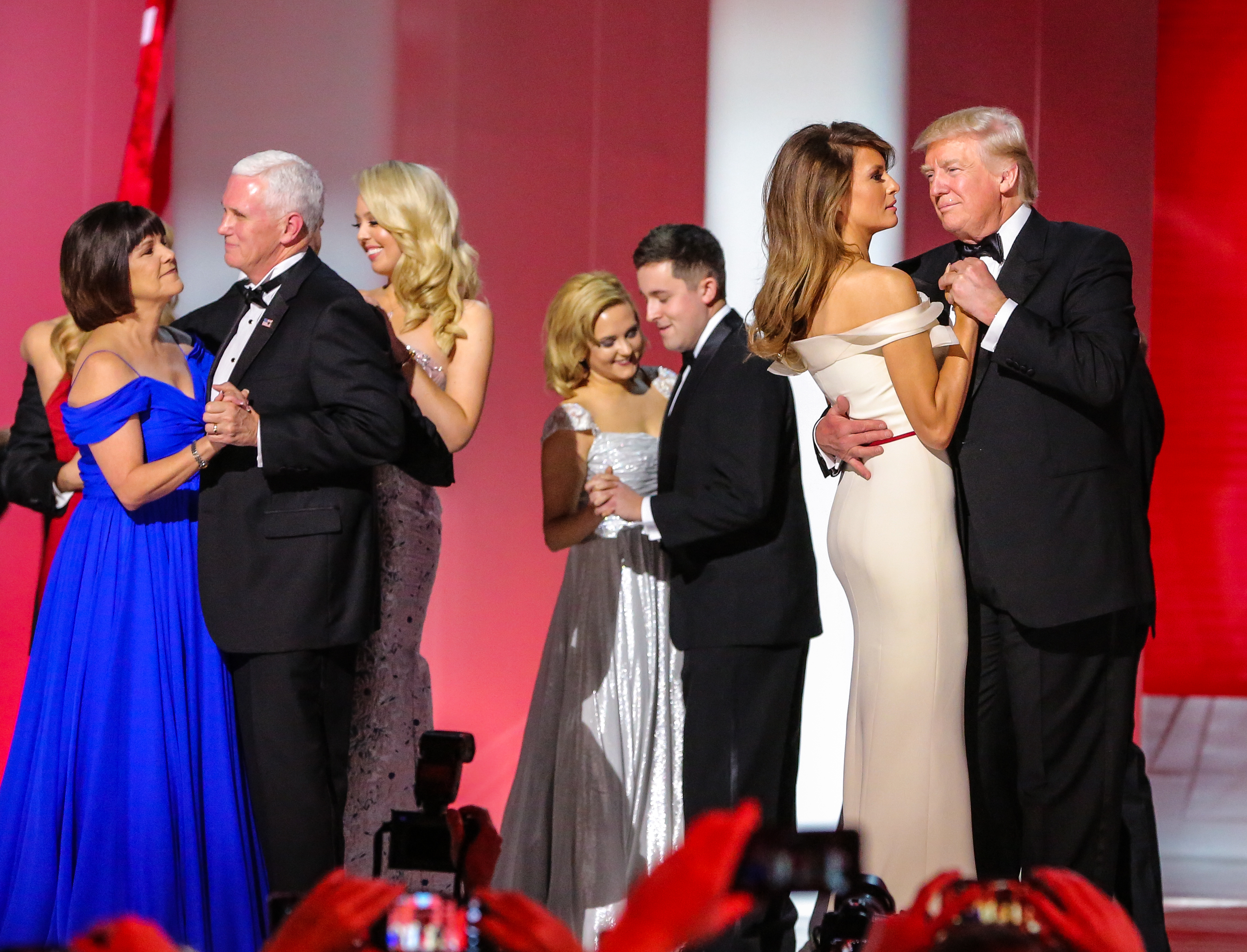
2017年の祝賀舞踏会

## 有名な就任演説
- フランクリン・ルーズベルト（第32代：1933年就任）「我々が唯一恐れるべきなのは、恐れそのものである。」(“The only thing we have to fear is fear itself.” )
- ジョン・F・ケネディ（第35代：1961年就任）「国家が諸君のために何をなすかを問うな。諸君が国家のために何をなせるかを問え。」”Ask not what your country can do for you - ask what you can do for your country. ”

## 大統領就任式の一覧
| No. | 日付                    | 出来事                                                | 開催地                                                             | 宣誓挙行者                                                   | 演説の長さ  |
| --- | ----------------------- | ----------------------------------------------------- | ------------------------------------------------------------------ | ------------------------------------------------------------ | ----------- |
| 1   | 1789年4月30日 (木曜日)  | ジョージ・ワシントンの1回目の就任式                   | ニューヨーク州ニューヨーク フェデラル・ホール フロント・バルコニー | ロバート・リビングストン ニューヨーク州衡平法裁判所長官      | 1431語 全文 |
| 2   | 1793年3月4日 (月曜日)   | ジョージ・ワシントンの2回目の就任式                   | ペンシルベニア州フィラデルフィア コングレス・ホール 上院議場       | ウィリアム・クッシング 連邦最高裁判所陪席判事                | 135語 全文  |
| 3   | 1797年3月4日 (土曜日)   | ジョン・アダムズの就任式                              | コングレス・ホール 下院議場                                        | オリバー・エルスワース 最高裁判所長官                        | 2308語 全文 |
| 4   | 1801年3月4日 (水曜日)   | トーマス・ジェファーソンの1回目の就任式               | ワシントンD.C. 合衆国議会議事堂 旧上院議場                         | ジョン・マーシャル 最高裁判所長官                            | 1730語 全文 |
| 5   | 1805年3月4日 (月曜日)   | トーマス・ジェファーソンの2回目の就任式               | 合衆国議会議事堂 上院議場                                          | ジョン・マーシャル 最高裁判所長官                            | 2166語 全文 |
| 6   | 1809年3月4日 (土曜日)   | ジェームズ・マディソンの1回目の就任式                 | 合衆国議会議事堂 下院議場                                          | ジョン・マーシャル 最高裁判所長官                            | 1177語 全文 |
| 7   | 1813年3月4日 (木曜日)   | ジェームズ・マディソンの2回目の就任式                 | 合衆国議会議事堂 下院議場                                          | ジョン・マーシャル 最高裁判所長官                            | 1211語 全文 |
| 8   | 1817年3月4日 (火曜日)   | ジェームズ・モンローの1回目の就任式                   | 旧ブリック国会議事堂 フロントステップ                              | ジョン・マーシャル 最高裁判所長官                            | 3375語 全文 |
| 9   | 1821年3月5日 (月曜日)   | ジェームズ・モンローの2回目の就任式                   | 合衆国議会議事堂 下院議場                                          | ジョン・マーシャル 最高裁判所長官                            | 4472語 全文 |
| 10  | 1825年3月4日 (金曜日)   | ジョン・クィンシー・アダムズの就任式                  | 合衆国議会議事堂 下院議場                                          | ジョン・マーシャル 最高裁判所長官                            | 2915語 全文 |
| 11  | 1829年3月4日 (水曜日)   | アンドリュー・ジャクソンの1回目の就任式               | 合衆国議会議事堂 イーストポルティコ                                | ジョン・マーシャル 最高裁判所長官                            | 1128語 全文 |
| 12  | 1833年3月4日 (月曜日)   | アンドリュー・ジャクソンの2回目の就任式               | 合衆国議会議事堂 下院議場                                          | ジョン・マーシャル 最高裁判所長官                            | 1176語 全文 |
| 13  | 1837年3月4日 (土曜日)   | マーティン・ヴァン・ビューレンの就任式                | 合衆国議会議事堂 イーストポルティコ                                | ロジャー・B・トーニー 最高裁判所長官                         | 3843語 全文 |
| 14  | 1841年3月4日 (木曜日)   | ウィリアム・ヘンリー・ハリソンの就任式                | 合衆国議会議事堂 イーストポルティコ                                | ロジャー・B・トーニー 最高裁判所長官                         | 8460語 全文 |
| —   | 1841年4月6日 (火曜日)   | ジョン・タイラーの就任式 (臨時の就任式)               | ワシントンD.C. ブラウンズ・インディアン・クイーン・ホテル          | ウィリアム・クランチ D.C.合衆国巡回裁判所長官                | —           |
| 15  | 1845年3月4日 (火曜日)   | ジェームズ・K・ポークの就任式                         | 合衆国議会議事堂 イーストポルティコ                                | ロジャー・B・トーニー 最高裁判所長官                         | 4809語 全文 |
| 16  | 1849年3月5日 (月曜日)   | ザカリー・テイラーの就任式                            | 合衆国議会議事堂 イーストポルティコ                                | ロジャー・B・トーニー 最高裁判所長官                         | 1090語 全文 |
| —   | 1850年7月10日 (水曜日)  | ミラード・フィルモアの就任式 (臨時の就任式)           | 合衆国議会議事堂 下院議場                                          | ウィリアム・クランチ D.C.合衆国巡回裁判所長官                | —           |
| 17  | 1853年3月4日 (金曜日)   | フランクリン・ピアースの就任式                        | 合衆国議会議事堂 イーストポルティコ                                | ロジャー・B・トーニー 最高裁判所長官                         | 3336語 全文 |
| 18  | 1857年3月4日 (水曜日)   | ジェームズ・ブキャナンの就任式                        | 合衆国議会議事堂 イーストポルティコ                                | ロジャー・B・トーニー 最高裁判所長官                         | 2831語 全文 |
| 19  | 1861年3月4日 (月曜日)   | エイブラハム・リンカーンの1回目の就任式               | 合衆国議会議事堂 イーストポルティコ                                | ロジャー・B・トーニー 最高裁判所長官                         | 3637語 全文 |
| 20  | 1865年3月4日 (土曜日)   | エイブラハム・リンカーンの2回目の就任式               | 合衆国議会議事堂 イーストポルティコ                                | サーモン・P・チェイス 最高裁判所長官                         | 700語 全文  |
| —   | 1865年4月15日 (土曜日)  | アンドリュー・ジョンソンの就任式 (臨時の就任式)       | ワシントンD.C. カークウッド・ハウス                                | サーモン・P・チェイス 最高裁判所長官                         | —           |
| 21  | 1869年3月4日 (木曜日)   | ユリシーズ・S・グラントの1回目の就任式                | 合衆国議会議事堂 イーストポルティコ                                | サーモン・P・チェイス 最高裁判所長官                         | 1127語 全文 |
| 22  | 1873年3月4日 (火曜日)   | ユリシーズ・S・グラントの2回目の就任式                | 合衆国議会議事堂 イーストポルティコ                                | サーモン・P・チェイス 最高裁判所長官                         | 1339語 全文 |
| 23  | 1877年3月5日 (月曜日)   | ラザフォード・B・ヘイズの就任式                       | 合衆国議会議事堂 イーストポルティコ                                | モリソン・ワイト 最高裁判所長官                              | 2486語 全文 |
| 24  | 1881年3月4日 (金曜日)   | ジェームズ・A・ガーフィールド大統領就任式             | 合衆国議会議事堂 イーストポルティコ                                | モリソン・ワイト 最高裁判所長官                              | 2979語 全文 |
| —   | 1881年9月20日 (火曜日)  | チェスター・A・アーサーの就任式 (臨時の就任式)        | ニューヨーク州ニューヨーク チェスター・A・アーサー邸               | ジョン・R・ブレディ ニューヨーク州最高裁判所判事             | —           |
| 25  | 1885年3月4日 (水曜日)   | グロバー・クリーブランドの1回目の就任式               | 合衆国議会議事堂 イーストポルティコ                                | モリソン・ワイト 最高裁判所長官                              | 1686語 全文 |
| 26  | 1889年3月4日 (月曜日)   | ベンジャミン・ハリソンの就任式                        | 合衆国議会議事堂 イーストポルティコ                                | メルヴィル・フラー 最高裁判所長官                            | 4392語 全文 |
| 27  | 1893年3月4日 (土曜日)   | グロバー・クリーブランドの2回目の就任式               | 合衆国議会議事堂 イーストポルティコ                                | メルヴィル・フラー 最高裁判所長官                            | 2015語 全文 |
| 28  | 1897年3月4日 (木曜日)   | ウィリアム・マッキンリーの1回目の就任式               | 合衆国議会議事堂 旧上院議場翼正面                                  | メルヴィル・フラー 最高裁判所長官                            | 3968語 全文 |
| 29  | 1901年3月4日 (月曜日)   | ウィリアム・マッキンリーの2回目の就任式               | 合衆国議会議事堂 イーストポルティコ                                | メルヴィル・フラー 最高裁判所長官                            | 2218語 全文 |
| —   | 1901年9月14日 (土曜日)  | セオドア・ルーズベルトの1回目の就任式 (臨時の就任式)  | ニューヨーク州バッファロー アンスリー・ウィルコックス邸            | ジョン・R・ヘイゼル ニューヨーク州西部地区連邦地方裁判所判事 | —           |
| 30  | 1905年3月4日 (土曜日)   | セオドア・ルーズベルトの2回目の就任式                 | 合衆国議会議事堂 イーストポルティコ                                | メルヴィル・フラー 最高裁判所長官                            | 984語 全文  |
| 31  | 1909年3月4日 (木曜日)   | ウィリアム・ハワード・タフトの就任式                  | 合衆国議会議事堂 上院議場                                          | メルヴィル・フラー 最高裁判所長官                            | 5434語 全文 |
| 32  | 1913年3月4日 (火曜日)   | ウッドロウ・ウィルソンの1回目の就任式                 | 合衆国議会議事堂 イーストポルティコ                                | エドワード・D・ホワイト 最高裁判所長官                       | 1704語 全文 |
| 33  | 1917年3月5日 (月曜日)   | ウッドロウ・ウィルソンの2回目の就任式                 | 合衆国議会議事堂 イーストポルティコ                                | エドワード・D・ホワイト 最高裁判所長官                       | 1526語 全文 |
| 34  | 1921年3月4日 (金曜日)   | ウォレン・G・ハーディング大統領就任式                 | 合衆国議会議事堂 イーストポルティコ                                | エドワード・D・ホワイト 最高裁判所長官                       | 3329語 全文 |
| —   | 1923年8月3日 (金曜日)   | カルビン・クーリッジの1回目の就任式 (臨時の就任式)    | バーモント州プリマス・ノッチ クーリッジ・ホームステッド            | ジョン・カルビン・クーリッジ・シニア バーモント州治安判事    | —           |
| 35  | 1925年3月4日 (水曜日)   | カルビン・クーリッジの2回目の就任式                   | 合衆国議会議事堂 イーストポルティコ                                | ウィリアム・H・タフト 最高裁判所長官                         | 4055語 全文 |
| 36  | 1929年3月4日 (月曜日)   | ハーバート・フーヴァーの就任式                        | 合衆国議会議事堂 イーストポルティコ                                | ウィリアム・H・タフト 最高裁判所長官                         | 3672語 全文 |
| 37  | 1933年3月4日 (土曜日)   | フランクリン・D・ルーズベルトの1回目の就任式          | 合衆国議会議事堂 イーストポルティコ                                | チャールズ・E・ヒューズ 最高裁判所長官                       | 1880語 全文 |
| 38  | 1937年1月20日 (水曜日)  | フランクリン・D・ルーズベルトの2回目の就任式          | 合衆国議会議事堂 イーストポルティコ                                | チャールズ・E・ヒューズ 最高裁判所長官                       | 1800語 全文 |
| 39  | 1941年1月20日 (月曜日)  | フランクリン・D・ルーズベルトの3回目の就任式          | 合衆国議会議事堂 イーストポルティコ                                | チャールズ・E・ヒューズ 最高裁判所長官                       | 1359語 全文 |
| 40  | 1945年1月20日 (土曜日)  | フランクリン・D・ルーズベルトの4回目の就任式          | ホワイトハウス サウス・ポルティコ                                  | ハーラン・F・ストーン 最高裁判所長官                         | 559語 全文  |
| —   | 1945年4月12日 (木曜日)  | ハリー・S・トルーマンの1回目の就任式 (臨時の就任式)   | ホワイトハウス 閣議室                                              | ハーラン・F・ストーン 最高裁判所長官                         | —           |
| 41  | 1949年1月20日 (木曜日)  | ハリー・S・トルーマンの2回目の就任式                  | 合衆国議会議事堂 イーストポルティコ                                | フレデリック・M・ヴィンソン 最高裁判所長官                   | 2273語 全文 |
| 42  | 1953年1月20日 (火曜日)  | ドワイト・D・アイゼンハワーの1回目の就任式            | 合衆国議会議事堂 イーストポルティコ                                | フレデリック・M・ヴィンソン 最高裁判所長官                   | 2459語 全文 |
| 43  | 1957年1月21日 (月曜日)  | ドワイト・D・アイゼンハワーの2回目の就任式            | 合衆国議会議事堂 イーストポルティコ                                | アール・ウォーレン 最高裁判所長官                            | 1658語 全文 |
| 44  | 1961年1月20日 (金曜日)  | ジョン・F・ケネディの就任式                           | 合衆国議会議事堂 イーストポルティコ                                | アール・ウォーレン 最高裁判所長官                            | 1366語 全文 |
| —   | 1963年11月22日 (金曜日) | リンドン・B・ジョンソンの1回目の就任式 (臨時の就任式) | テキサス州ダラス ダラス・ラブフィールド空港 エアフォースワン       | サラ・T・ヒューズ テキサス州北部地区連邦地方裁判所判事       | —           |
| 45  | 1965年1月20日 (水曜日)  | リンドン・B・ジョンソンの2回目の就任式                | 合衆国議会議事堂 イーストポルティコ                                | アール・ウォーレン 最高裁判所長官                            | 1507語 全文 |
| 46  | 1969年1月20日 (月曜日)  | リチャード・ニクソンの1回目の就任式                   | 合衆国議会議事堂 イーストポルティコ                                | アール・ウォーレン 最高裁判所長官                            | 2128語 全文 |
| 47  | 1973年1月20日 (土曜日)  | リチャード・ニクソンの2回目の就任式                   | 合衆国議会議事堂 イーストポルティコ                                | ウォーレン・E・バーガー 最高裁判所長官                       | 1803語 全文 |
| —   | 1974年8月9日 (金曜日)   | ジェラルド・フォードの就任式 (臨時の就任式)           | ホワイトハウス イーストルーム                                      | ウォーレン・E・バーガー 最高裁判所長官                       | —           |
| 48  | 1977年1月20日 (木曜日)  | ジミー・カーターの就任式                              | 合衆国議会議事堂 イーストポルティコ                                | ウォーレン・E・バーガー 最高裁判所長官                       | 1229語 全文 |
| 49  | 1981年1月20日 (火曜日)  | ロナルド・レーガンの1回目の就任式                     | 合衆国議会議事堂 ウェストフロント                                  | ウォーレン・E・バーガー 最高裁判所長官                       | 2427語 全文 |
| 50  | 1985年1月21日 (月曜日)  | ロナルド・レーガンの2回目の就任式                     | 合衆国議会議事堂 ロタンダ                                          | ウォーレン・E・バーガー 最高裁判所長官                       | 2561語 全文 |
| 51  | 1989年1月20日 (金曜日)  | ジョージ・H・W・ブッシュの就任式                      | 合衆国議会議事堂 ウェストフロント                                  | ウィリアム・レンキスト 最高裁判所長官                        | 2320語 全文 |
| 52  | 1993年1月20日 (水曜日)  | ビル・クリントンの1回目の就任式                       | 合衆国議会議事堂 ウェストフロント                                  | ウィリアム・レンキスト 最高裁判所長官                        | 1598語 全文 |
| 53  | 1997年1月20日 (月曜日)  | ビル・クリントンの2回目の就任式                       | 合衆国議会議事堂 ウェストフロント                                  | ウィリアム・レンキスト 最高裁判所長官                        | 2155語 全文 |
| 54  | 2001年1月20日 (土曜日)  | ジョージ・W・ブッシュの1回目の就任式                  | 合衆国議会議事堂 ウェストフロント                                  | ウィリアム・レンキスト 最高裁判所長官                        | 1592語 全文 |
| 55  | 2005年1月20日 (木曜日)  | ジョージ・W・ブッシュの2回目の就任式                  | 合衆国議会議事堂 ウェストフロント                                  | ウィリアム・レンキスト 最高裁判所長官                        | 2071語 全文 |
| 56  | 2009年1月20日 (火曜日)  | バラク・オバマの1回目の就任式                         | 合衆国議会議事堂 ウェストフロント                                  | ジョン・ロバーツ 最高裁判所長官                              | 2395語 全文 |
| 57  | 2013年1月21日 (月曜日)  | バラク・オバマの2回目の就任式                         | 合衆国議会議事堂 ウェストフロント                                  | ジョン・ロバーツ 最高裁判所長官                              | 2096語 全文 |
| 58  | 2017年1月20日 (金曜日)  | ドナルド・トランプの就任式                            | 合衆国議会議事堂 ウェストフロント                                  | ジョン・ロバーツ 最高裁判所長官                              | 1433語 全文 |
| 59  | 2021年1月20日 (水曜日)  | ジョー・バイデンの就任式                              | 合衆国議会議事堂 ウェストフロント                                  | ジョン・ロバーツ 最高裁判所長官                              | 2514語 全文 |
| 60  | 2025年1月20日 (月曜日） | ドナルド・トランプの2回目の就任式                     | 合衆国議会議事堂 ロタンダ                                          | ジョン・ロバーツ 最高裁判所長官                              | 全文        |